# إيلين ماكدونو
إيلين ماكدونو (بالإنجليزية: Eileen McDonough)‏ هي ممثلة أمريكية، ولدت في 20 مايو 1962 في فيلادلفيا في الولايات المتحدة، وتوفيت في 13 مارس 2012 في فان نويس في الولايات المتحدة.

## وصلات خارجية
- إيلين ماكدونو على موقع IMDb (الإنجليزية)